# Jean de Crescenzo
Œuvres principales
Les Chroniques tizi-ouziennes 1844-1914
Les Chroniques tizi-ouziennes et régionales 1914-1928
Jean de Crescenzo, né le 17 décembre 1932 à Tizi Ouzou, région de Kabylie, en Algérie française, et décédé le 24 septembre 2011 à Paris,,, est un écrivain et auteur français qui est né et a vécu dans sa ville natale jusqu’en 1957. Il quitte la ville pendant la guerre de libération, avant qu'il s'installe à Paris.

## Œuvres
- Les Chroniques tizi-ouziennes 1844-1914, en 2005[4]
- Les Chroniques tizi-ouziennes et régionales 1914-1928, en 2010[4]